# Küsnacht
Küsnacht este o comună în cantonul Zürich, Elveția. 